# Szergej Ivanovics Tanyejev
Szergej Ivanovics Tanyejev (oroszul: Серге́й Ива́нович Тане́ев), (Vlagyimir, 1856. november 25. – Gyugykovo, 1915. június 19.) orosz zeneszerző.

## Élete
Vlagyimirban született. Fiatalon Csajkovszkij barátja és tanítványa volt. Később jelentős zenepedagógusként ismerték. Nem értett egyet az orosz ötök nemzeti zenei törekvéseivel, stílusa inkább a korabeli nyugat-európai muzsika hatását tükrözi. Hat szimfóniát, versenyműveket, kórusműveket, és dalokat hagyott hátra.

## Hangfelvételek
- Prelűd és fúga, Op.29 – Youtube.com, Közzététel: 2016. febr. 26.
- Quintett, Op.30 – Youtube.com, Közzététel: 2014. máj. 22
- 1. szimfónia – Youtube.com, Közzététel: 2016. ápr. 12.
- 2. szimfónia, Op.21 – Youtube.com, Közzététel: 2016. ápr. 4.
- 3. szimfónia – Youtube.com, Közzététel: 2016. ápr. 21.
- 4. szimfónia, Op.12 – Youtube.com, Közzététel: 2018. jan. 10.

## Kották
- Taneyev, Sergey. International Music Score Library Project. (Hozzáférés: 2019. május 17.)